# Leptostylis elongata
Leptostylis elongata is een zeekommasoort uit de familie van de Diastylidae. De wetenschappelijke naam van de soort is voor het eerst geldig gepubliceerd in 1988 door Ledoyer.